# Helige ärkeängeln Mikaels träkyrka
Helige ärkeängeln Mikaels träkyrka, också kallad Träkyrkan i Târgu Mureș, (rumänska: Biserica de lemn din Târgu Mureș) är en rumänsk-ortodox träkyrkobyggnad belägen i staden Târgu Mureș i Transsylvanien, i centrala Rumänien.
Kyrkan är helgad åt ärkeängeln Mikael.

## Historik
Helige ärkeängeln Mikaels träkyrka började att byggas år 1793 och stod klar 1794. Därmed är denna kyrka den äldsta östliga ortodoxa kyrkan i Târgu Mureș.
Idag (januari 2025) är kyrkan klassad som ett historiskt monument med numret MS-II-m-A-15496.

## Inventarier
Ikonostasen tillverkades 1814.

## Bilder

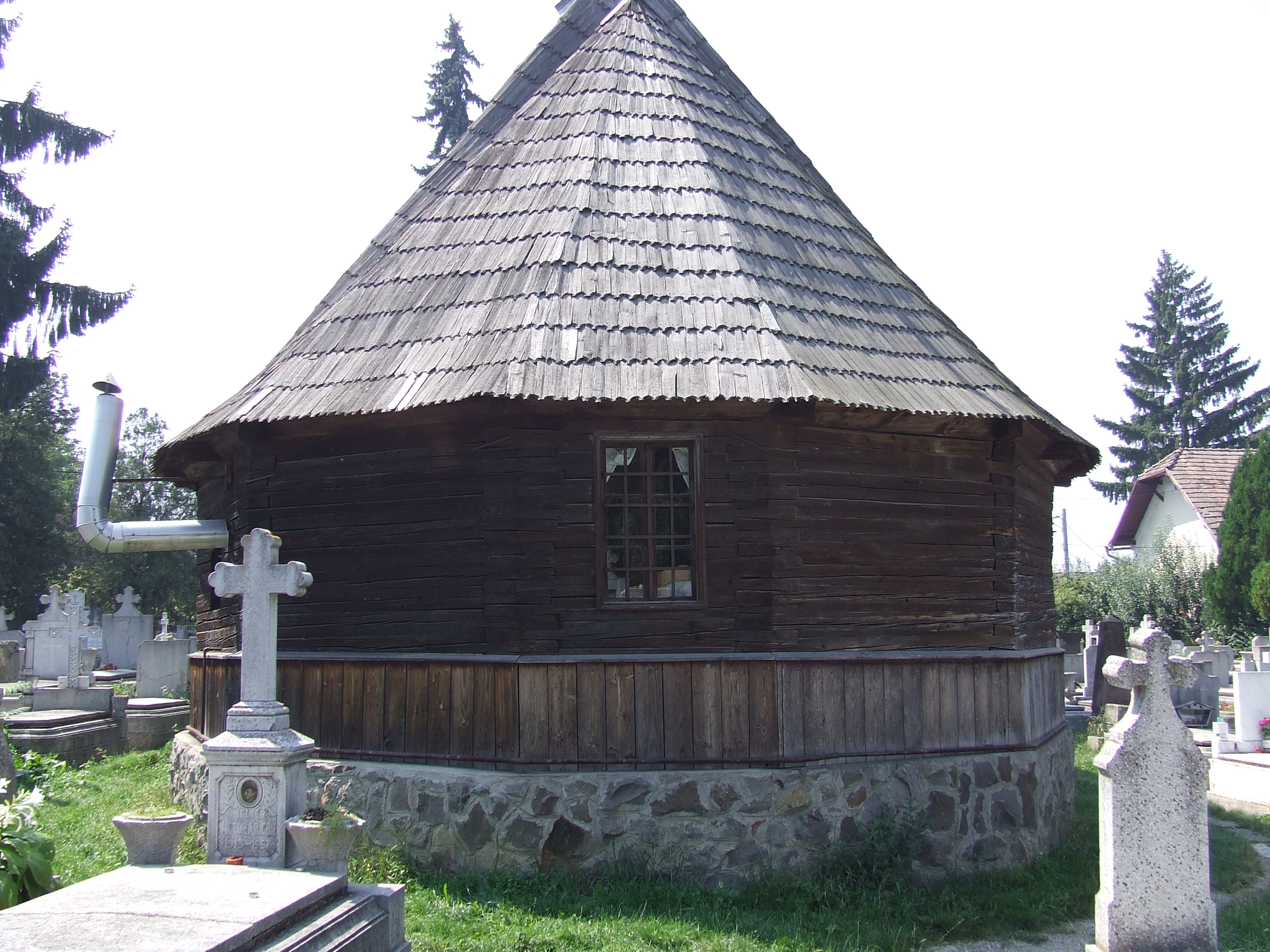
Kyrkan framifrån
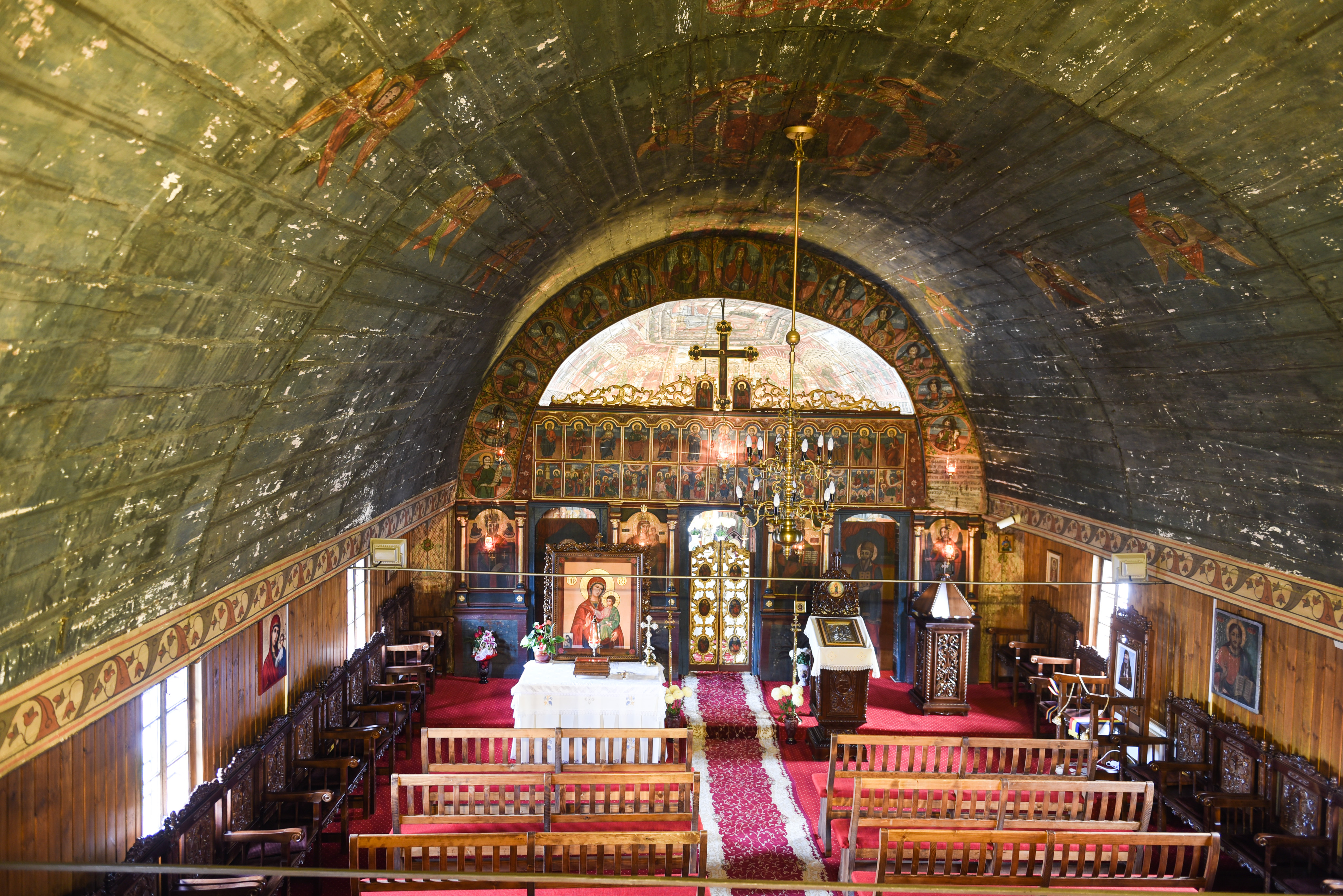
Kyrkans interiör mot ikonostasen
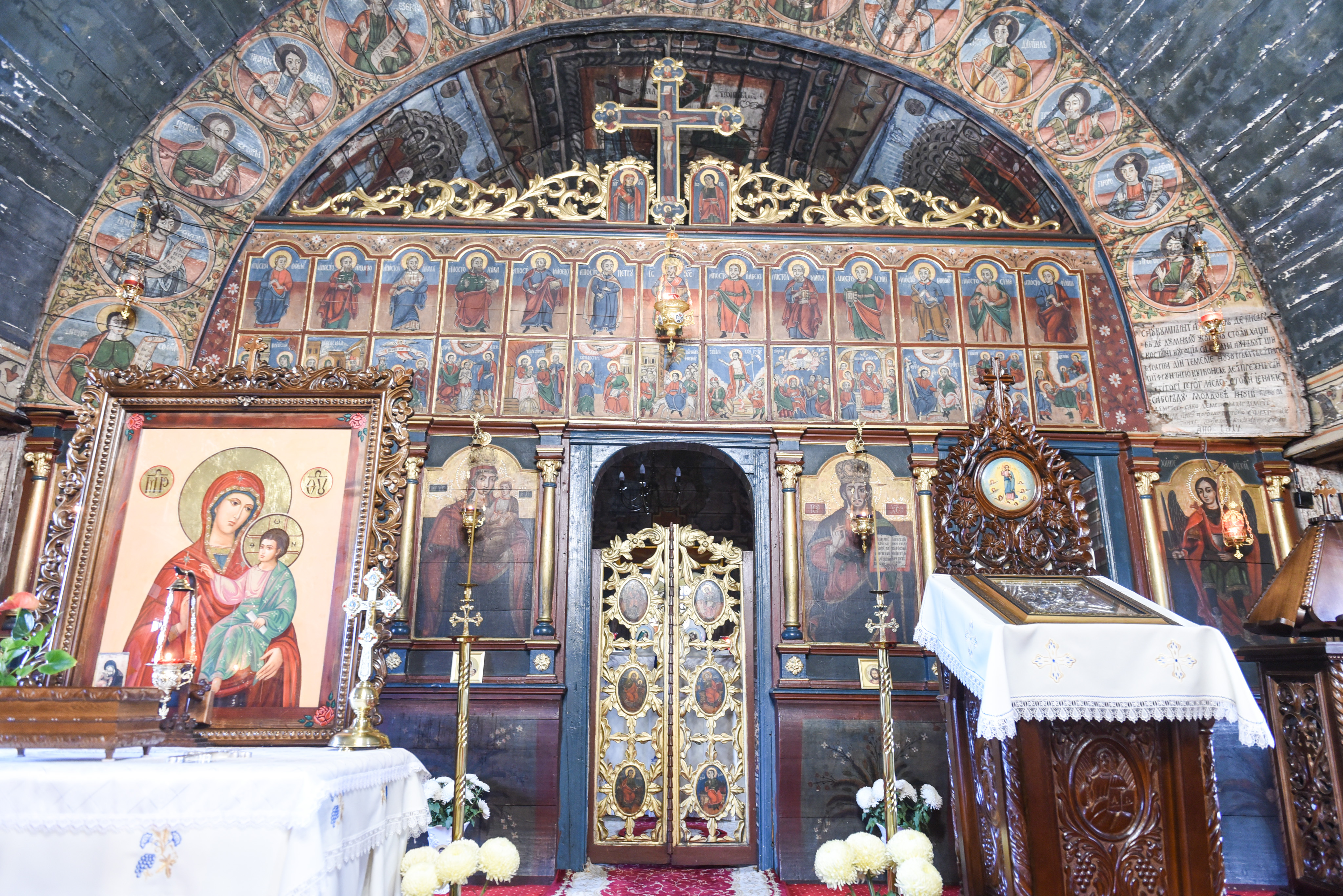
Ikonostasen
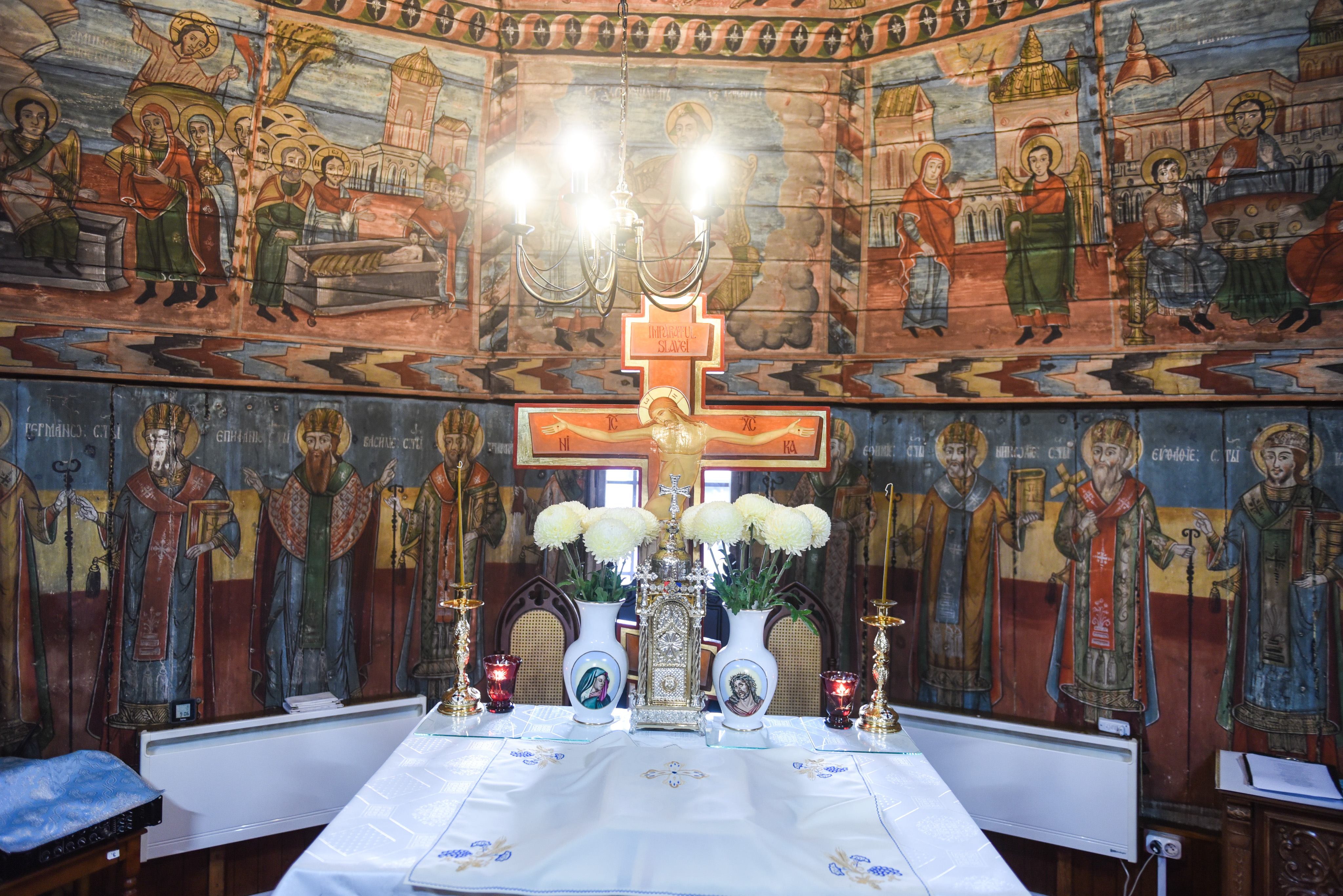
Altaret
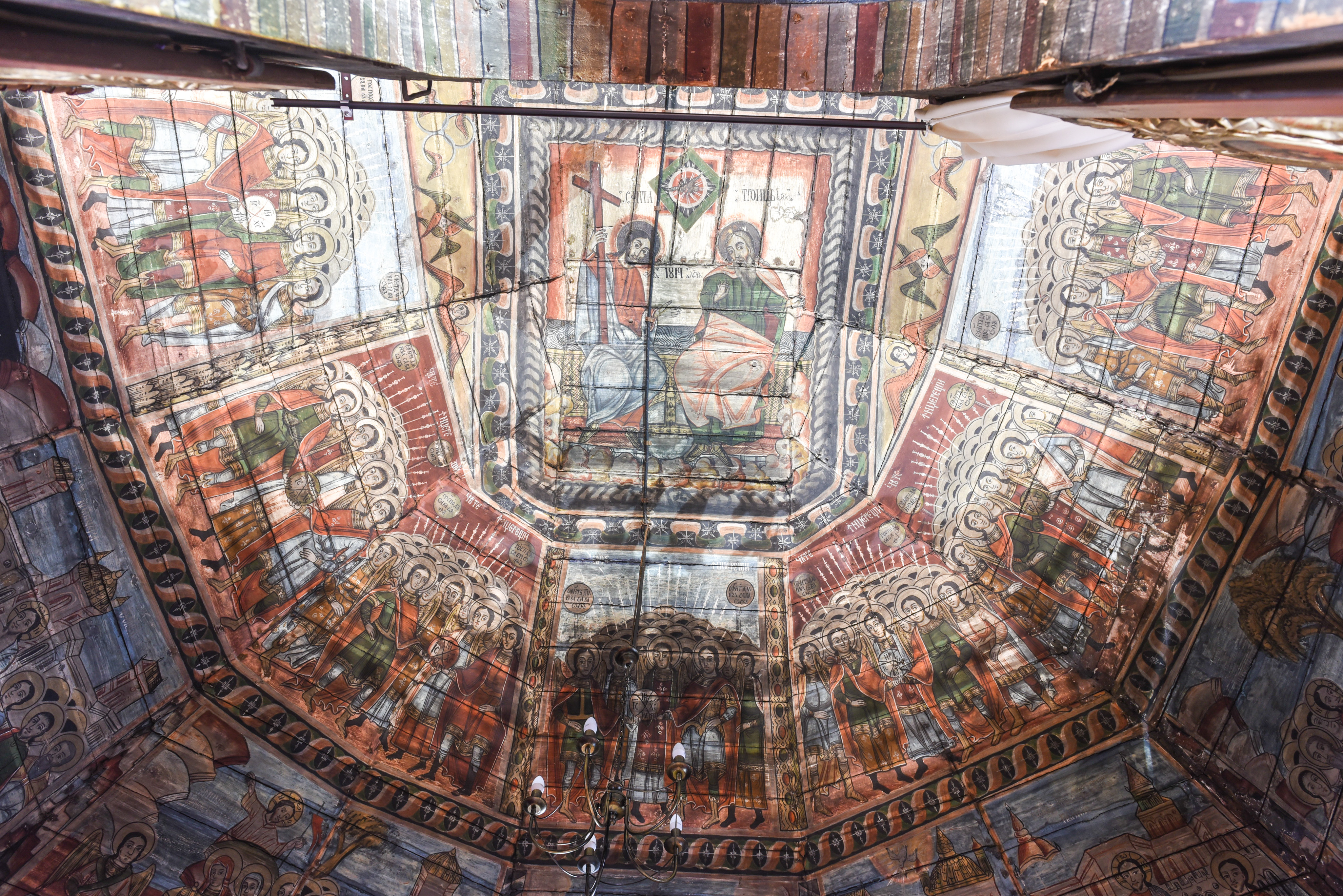
Takmålningar
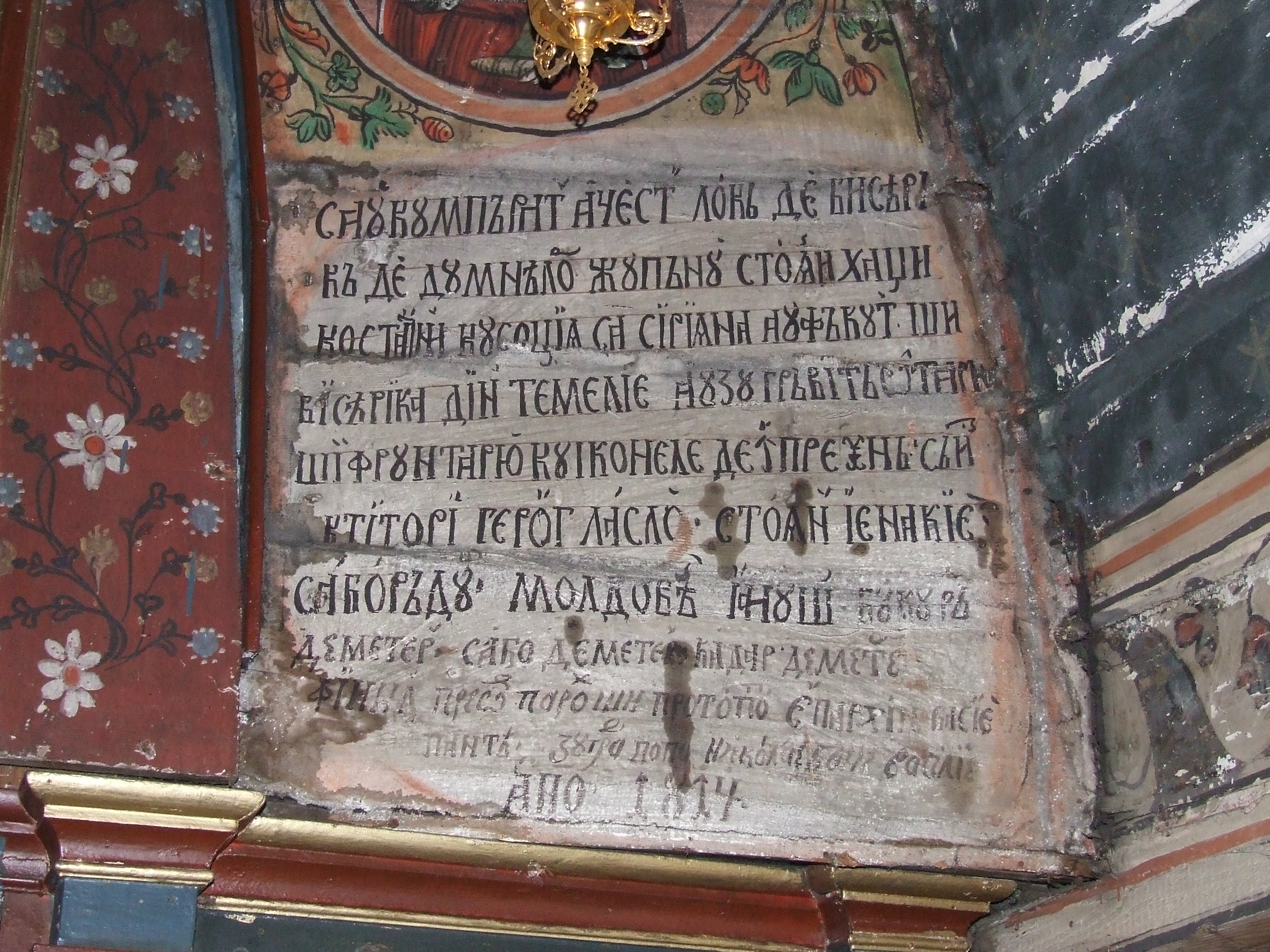
Inskription på kyrilliska